# چرماسان
چرماسان (به لاتین: Chermasan) یک منطقهٔ مسکونی در روسیه است که در باشقیرستان واقع شده‌است.